# ヘテロクリニック軌道

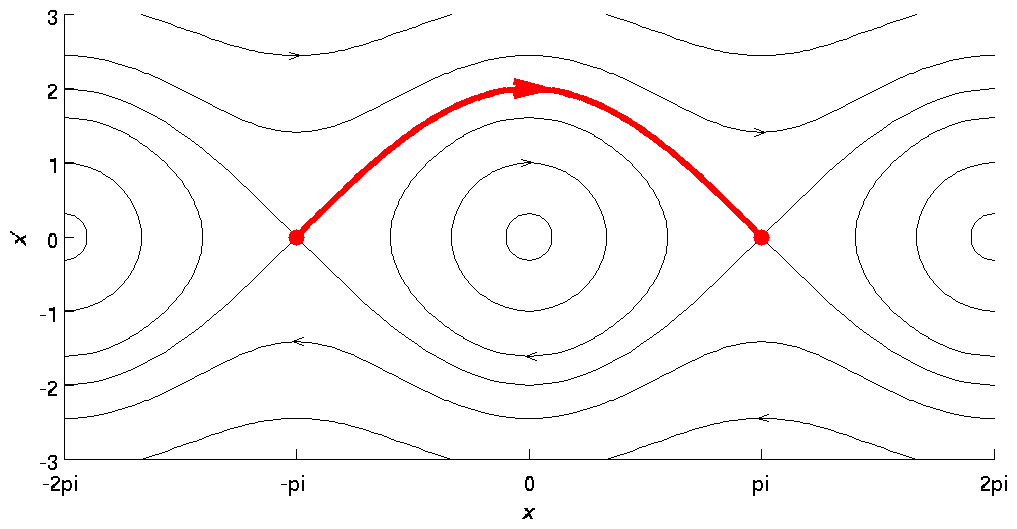
x + sin x = 0　の相図(phase portrait)。赤いラインが(x, x) = (−π, 0) から(x, x) = (π, 0)へのヘテロクリニック軌道。この軌道は、（紐ではない、固くて軽い棒で出来た）振り子が、無限の時間をかけて動きだし、一周して無限の時間をかけて止まる軌道を表している。

力学系において、ヘテロクリニック軌道とは、二つの不動点をつなぐ解軌道である。
同じ不動点の場合は、ホモクリニック軌道である。

## 微分方程式系での定義
{\displaystyle {\dot {x}}=f(x)}
で定義された連続力学系を考える。
{\displaystyle x=x_{0}} と {\displaystyle x=x_{1}} が不動点であり、解{\displaystyle \phi (t)}が次を満たすならば、ヘテロクリニック軌道である。
{\displaystyle \phi (t)\rightarrow x_{0}\quad \mathrm {as} \quad t\rightarrow -\infty }
かつ
{\displaystyle \phi (t)\rightarrow x_{1}\quad \mathrm {as} \quad t\rightarrow +\infty }
これは、解軌道が{\displaystyle x_{1}}の安定多様体と{\displaystyle x=x_{0}} の不安定多様体に吹き生まれることを意味している。